# Fight for You
Fight for you is een single van Jason Derülo, afkomstig van zijn tweede studioalbum, Future history (2011). Het werd de laatste single van dat album. 

## Achtergrond
Het nummer werd geschreven door Derulo, Steve Hoang, David F. Paich en Jeffrey T. Porcaro. De productie was door RedOne, BeatGeek en Geo Slam. Het lied was origineel bedoeld voor de zanger Iyaz. Fight for you is een R&B-ballade die een interpolatie van Africa van Toto bevat, en is voorzien van teksten die de verklaringen van de liefde bevatten. Het nummer bereikte de Billboard Hot 100-hitlijsten in de Verenigde Staten en de UK Singles Chart in het Verenigd Koninkrijk.

## Videoclip
De videoclip is in dezelfde stad opgenomen als die van Breathing. Sommige takes zijn zelfs op dezelfde dag gedraaid. In de clip zien we Jason zingen over zijn vriendin hoog op een gebouw en op een brug. We zien Derulo onder de douche met vriendin. De video ging in première op 24 november 2011.

## Single
- UK Digital EP[9]

1. "Fight for You" – 4:02
2. "Fight for You" (Suncycle Remix) – 3:34
3. "Fight for You" (Mync Edit) – 3:25
4. "Fight for You" (Mync Stadium Dub) – 5:34
5. "Fight for You" (Mync Stadium Mix) – 5:34

De singlehoes is donker met paars en blauw, netals de albumhoes van Future History. De singlehoes was eerder al te zien in de binnenkant van de cd.